# Parallelia perfinita
Parallelia perfinita là một loài bướm đêm trong họ Erebidae.